# Xantholobus tumida
Xantholobus tumida är en insektsart som beskrevs av Walker. Xantholobus tumida ingår i släktet Xantholobus och familjen hornstritar. Inga underarter finns listade i Catalogue of Life.